# Jonna Tervomaa
Jonna Marika Tervomaa (Forssa, 7 gennaio 1973) è una cantante finlandese.

## Biografia
Jonna Tervomaa è salita alla ribalta nel 1983, quando ha vinto il programma canoro di MTV3 Syksyn sävel con la canzone Minttu sekä Ville, che è diventata il suo singolo di esordio e il primo estratto dall'album Jonna, uscito nel 1984 e certificato disco di platino con oltre 50 000 copie vendute in Finlandia. Nel 1988 ha partecipato al programma di selezione finlandese per l'Eurovision Song Contest presentando insieme a suo padre Timo Tervo e il brano Mayday Mayday. Si sono piazzati al 4º posto su 12 partecipanti.
Nell'adolescenza ha messo in pausa la sua carriera di cantante, concentrandosi sugli studi e sulla pallacanestro, sport a cui ha giocato fino ai 22 anni e che l'ha vista vincere il campionato nazionale nella sezione femminile della squadra Forssan Koripojat.
A metà anni '90 Jonna Tervomaa si è trasferita a Helsinki per studiare letteratura, e in questo frangente ha ricominciato a cantare in pubblico cover di Sheryl Crow e dei Police. L'incontro con il produttore Jussi Jaakonaho, con il quale condivideva una certa affinità musicale, l'ha convinta a riprendere in mano la carriera di cantante professionista, registrando musica originale e ottenendo un contratto con la Mercury Records.
L'album eponimo della cantante, il primo in oltre un decennio, è stato pubblicato nella primavera del 1998 e ha marcato l'inizio della sua affermazione come cantante pop rock. Il disco ha debuttato alla 15ª posizione della classifica degli album ed è stato seguito nel 1999 da Neljä seinää, che ha raggiunto il 4º posto, e nel 2001 da Viivalla, che si è fermato al 5º posto.
Nel 2004 il suo settimo album Halo si è rivelato il più fortunato della seconda parte della sua carriera, con 34 000 copie vendute a livello nazionale e un disco di platino, mentre l'album successivo, Parempi loppu, è stato il suo primo numero uno in classifica e le ha fruttato il premio Teosto per il migliore disco dell'anno con un assegno di 10000 €. Nel 2013 Jonna Tervomaa è tornata con Eläköön, che ha venduto più di 10 000 copie, abbastanza per regalarle un disco d'oro.

## Discografia

### Album in studio
- 1984 – Jonna
- 1985 – Tykkään susta
- 1986 – Jonna
- 1998 – Jonna Tervomaa
- 1999 – Neljä seinää
- 2001 – Viivalla
- 2004 – Halo
- 2007 – Parempi loppu
- 2013 – Eläköön
- 2017 – Ääni

### Raccolte
- 1987 – Parhaat
- 2008 – Lemmikit 1998-2008
- 2011 – Parhaat

### Singoli
- 1983 – Minttu sekä Ville
- 1983 – Leija
- 1984 – Oltiin kerran vähän kahdestaan
- 1984 – Kova kingi sä oot
- 1986 – Kun valot sammuvat
- 1997 – Suljettu sydän
- 1998 – Likainen mies
- 1998 – Keskeneräinen
- 1998 – Stop
- 1998 – En sinulta rauhaa saa
- 1999 – Suunta muuttuu
- 1999 – Yhtä en saa
- 1999 – Päivänsäde
- 2000 – Lempi pehmentää pään
- 2001 – Tänään lähdetään
- 2001 – Kupla
- 2002 – Yksi synti sallitaan
- 2003 – Rakkauden haudalla
- 2004 – Et tahdo tietää
- 2004 – Myöhemmin
- 2004 – Toisen kanssa
- 2004 – Se ei kuulu mulle
- 2007 – Läpikulkumatkalla
- 2007 – Roi
- 2007 – Valmista mut
- 2007 – Jalanjäljet
- 2008 – 2×1=1 (con gli Ismo Alanko Teholla)
- 2008 – Päästä yli
- 2008 – Missä lie kondiksessa
- 2013 – Minä toivon
- 2013 – Tikapuut
- 2014 – Aika kultainen
- 2017 – Oo mun kaa
- 2017 – Uudet jumalat
- 2017 – Väärät vaatteet
- 2017 – Disco Melancholia
- 2018 – Oot siskoni